# Sciades sibuyanensis
Sciades sibuyanensis är en skalbaggsart som beskrevs av Fisher 1925. Sciades sibuyanensis ingår i släktet Sciades och familjen långhorningar.
Artens utbredningsområde är Filippinerna. Inga underarter finns listade i Catalogue of Life.